# جولي أربلاستر
جولي ميشيل أربلاستر (بالإنجليزية: Julie Arblaster)‏ عالمة أسترالية. وهي أستاذة في كلية الأرض والغلاف الجوي والبيئة بجامعة موناش. شاركت جولي فريق العمل الأول التابع للفريق الحكومي الدولي المعني بتغير المناخ، حيث كانت المؤلف الرئيسي لتقرير التقييم الخامس.

## التعليم
نشأت جولي أربلستر في الريف بالقرب من فيكتوريا، أستراليا. حصلت على بكالوريوس التكنولوجيا في علوم الغلاف الجوي من جامعة ماكواري، سيدني؛ وفي عام 1995 حصلت على مرتبة الشرف من الدرجة الأولى أيضًا من جامعة ماكواري عن أطروحتها بعنوان «التحقيق في مسارات العواصف في مناطق خطوط العرض الوسطى في AGCM». أشرف على دراستها العليا براينت ماكافاني وآن هندرسون سيلرز.
من عام 1997 إلى عام 1999، درست أربلاستر في جامعة كولورادو بالولايات المتحدة الأمريكية، حيث حصلت على درجة الماجستير في علوم الغلاف الجوي والمحيطات. كانت أطروحة الماجستير التي أشرف عليها جيرالد ميهل من المركز الوطني لأبحاث الغلاف الجوي وأندرو مور من جامعة كولورادو بعنوان «التحوير بين العقود للمناخ الأسترالي في نموذج المناخ الموازي».
من عام 2007 إلى عام 2013، أكملت أربلاستر درجة الدكتوراه، حول محفزات تغير المناخ في نصف الكرة الجنوبي، وذلك في كلية علوم الأرض في جامعة ملبورن، أستراليا. أشرف على اللدكتوراه ديفيد كارولي وإيان سيموندز (جامعة ملبورن) وجيرالد ميهل.

## العمل
من عام 1999 إلى عام 2003، عملت البروفيسورة جولي أربلاستر عالمة مشاركة في المركز الوطني لأبحاث الغلاف الجوي (NCAR). في عام 2003 عادت إلى أستراليا للعمل مع المركز الوطني للبحوث الزراعية ومكتب الأرصاد الجوية في ملبورن. عملت البروفيسورة أربلاستر عالمة أبحاث أولى من 2003 إلى 2016 في فريق عمليات تغير المناخ في مركز أبحاث الطقس والمناخ الأسترالي، وهي شراكة بين منظمة الكومنولث للبحوث العلمية والصناعية ومكتب الأرصاد الجوية. ولا تزال تحافظ على تعاونها البحثي مع مجموعة التنبؤ بتغير المناخ في NCAR. عام 2016، التحقت البروفيسورة أربلاستر بكلية الأرض والغلاف الجوي والبيئة في جامعة موناش في ملبورن، أستراليا. تمت ترقيتها إلى درجة أستاذ في يوليو 2020.

## التكريم
عام 2014، مُنحت أربلاستر ميدالية أنطون هيلز للبحث في علوم الأرض من الأكاديمية الأسترالية للعلوم، وذلك تقديرًا لأبحاثها حول نظام المناخ العالمي وحساسيته للتغيرات.
عام 2017، فازت أربلاستر بميدالية بريستلي من الجمعية الأسترالية للأرصاد الجوية وعلوم المحيطات.
كانت أربلاستر مؤلفًا مساهمًا في تقارير اللجنة الدولية للتغيرات المناخية، التي حصلت على جائزة نوبل للسلام لعام 2007.

## العضوية المهنية
- الجمعية الأسترالية للأرصاد الجوية وعلوم المحيطات
- جمعية الأرصاد الجوية الأمريكية
- الاتحاد الجيوفيزيائي الأمريكي
- شبكة نساء علوم الأرض
- شبكة استقصاء النساء في العلوم

## روابط خارجية
- صفحة الملف الشخصي لموظفي مركز أبحاث الطقس والمناخ الأسترالي
- جولي أربلاستر منشورات مفهرسة من قبل جوجل سكولار
- الدكتورة جولي أربلاستر تتحدث عن «ثقب الأوزون وتغير المناخ» في الأكاديمية الأسترالية للعلوم - انتقل إلى رابط الفيديو
- الدكتورة جولي أربلاستر تتحدث عن أحداث الطقس المتطرفة - انتقل إلى رابط الفيديو